# 블랙키쉬
《블랙키시》(영어: Black-ish)는 2014년부터 2022년까지 방영된 미국의 시트콤이다.

## 출연
- 앤서니 앤더슨
- 트레이시 엘리스 로스
- 야라 샤히디
- 마세이 마틴
- 제니퍼 루이스
- 피터 매켄지
- 디온 콜